# Kontyfa Általános Iskola és Gimnázium
A Kontyfa Általános Iskola és Gimnázium Budapest XV. kerületében található.

## Történet
1974-től működik az intézmény. Akkoriban 1500-1600 gyerek járt ide, váltott műszakban: délelőtt, délután. Még lakásnapközi is volt. A középiskola 1995 óta működik.
A gimnázium minden tanított tantárgyból biztosítja az emelt szintű érettségi felkészülést és a igény szerint nyelvvizsga előkészítőt szervez.

## Igazgató
- Börcsök István (1974-1976)
- Ugrai József (1976-1989)
- Sári Lajos (1989-1996)
- Friss Péter (1996-2002)
- Rozsáli Oszkár (2002-2015)
- Makai Katalin (2015-2017)
- Cseh Andrea (2017-2019, megbízott igazgató)
- Vass Béla (2019-2024[2])
- Bódai Károly (2024-2025)

## Igazgatóhelyettesek[3]
- Csabáné Balázsi Ágnes
- Ethey László

## Híres tanárai, diákjai
- Balatoni József (1987-) történelemtanár
- Fenes Tibor -  magyar- és történelemtanár, (Nulladik változat együttes)
- Kollányi Zsuzsi - előadóművész, énekesnő, költő és dalszövegíró
- Z. Kiss Zalán  - Ének-zene és etika tanár (Pokolgép együttes)